# Стручни сведок
Стручни сведок или судски вештак је особа која сведочи пред судом, а чије је сведочење засновано на стручном познавању теме која је у питању и које омогућава доносиоцима одлука да боље процене доказе, ситуацију или адекватну казну. Социјални радници се позивају на суд као стручни сведоци у споровима који се тичу старатељства над децом, запостављања и злостављања деце, развода, бриге о особама са посебним потребама исл.
Стручни вештак је стручно лице које испуњава формалне и суштинске услове да се може бавити овом врстом посла. Вештак је сарадник суда и судије при чему својим стручним налазом и мишљењем из неке области за коју је стручан (машинство, медицина, економија, финансије, грађевинска и остале разне области) у великој мери помаже суду да се утврди истина, односно да утврди одређену конкретност чињеница након чега се отвара или закључује расправа.
Од квалитета и свеобухватности налаза и мишљења судског вештака зависи ток и искод судског или вансудског поступка. У процесу утврђивања материјалне истине суд се све више ослања на налазе и мишљења стручњака из области на коју се судски спрови односе.

## Вештачење
Вештачење је стручна делатност коју правна наука користи у циљу утврђивања и разјашњења важних чињеница из области струке која није правна, а коју захтева и спроводи орган поступка. То се спроводи када орган кривичног поступка, судије и његова правна стручна спрема нису довољни за утврђивање или оцену неке релевантне чињенице, јер не располажу довољним потребним стручним знањем и одговарајућим вештинама. Примера ради, приликом одређивања аутентичности уметничких дела, долази аналитички форензичар који је ту анализу извршио, те се у тој ситуацији особа која располаже таквим посебним стручним знањем назива вештак (са латинског expertus), а сам чин и начин његовог излагања се зове вештачење (са латинског expertis).